# Crave (album)
Crave – drugi studyjny album kanadyjskiej piosenkarki Kiesza. Wydawnictwo ukazało się 14 sierpnia 2020 roku nakładem wytwórni Island. Pierwszym singlem promującym wydawnictwo został wydany 10 stycznia 2020 roku utwór „When Boys Cry”. Piosenkarka przy tworzeniu albumu inspirowała się głównie muzyką popową lat 80. i 90..
Album zajął 81. miejsce w brytyjskim notowaniu UK Album Downloads.

## Lista utworów
| Nr | Tytuł utworu                                                                 | Autorzy                                                               | Produkcja                        | Długość |
| -- | ---------------------------------------------------------------------------- | --------------------------------------------------------------------- | -------------------------------- | ------- |
| 1. | „Run Renegade”                                                               | Kiesa Rae Ellestad, Amanda Lucille Warner, Peter Wade Keusch          | Peter Wade                       | 4:05    |
| 2. | „All of the Feelings”                                                        | Ellestad, Adam Agati, Emery Taylor                                    | Taylor                           | 3:37    |
| 3. | „Crave”                                                                      | Ellestad, Paul Phamous, Edvard Erfjord, Henrik Michelsen              | Electric                         | 3:36    |
| 4. | „Can't Be Saved”                                                             | Ellestad, Louis Biancaniello, Michael Biancaniello                    | L. Biancaniello, M. Biancaniello | 3:33    |
| 5. | „Love Me with Your Lie”                                                      | Ellestad, Robert Wauchope                                             | Bobby Love                       | 2:50    |
| 6. | „When Boys Cry”                                                              | Ellestad, Chris Malinchak                                             | Malinchak                        | 2:53    |
| 7. | „Sky Ain't the Limit”                                                        | Ellestad, Daniel Foreman, Jacob Cunningham                            | Lick Drop                        | 3:15    |
| 8. | „Love Never Dies”                                                            | Ellestad, Malinchak                                                   | Malinchak                        | 5:03    |
| 9. | „Dance with Your Best Friend” (LICK DROP, Cocanina and Shan Vincent de Paul) | Ellestad, Foreman, Cunningham, Cocoa M. D. Bell, Shan Vincent de Paul | Lick Drop                        | 3:56    |
|    |                                                                              |                                                                       |                                  | 32:48   |